# Turó de la Torrica
El Turó de la Torrica és una muntanya de 691 metres que es troba al municipi de Querol, a la comarca catalana de l'Alt Camp.